# Castell de Pujols
El Castell de Pujols, o de Pujol, és una fortificació del terme comunal d'Argelers de la Marenda, de la comarca del Rosselló, a la Catalunya del Nord.
Està situada un quilòmetre al nord, lleugerament decantat cap al nord-est, de la vila d'Argelers. Part del castell va ser aprofitat pel Mas Pujols.

## Història
Pertangué a l'abadia de Fontfreda. El 1343, durant la guerra de Pere el Cerimoniós contra Jaume III de Mallorca, va ser objecte d'un setge per part de Pere III; el castell no caigué fins que no ho hagué fet la veïna vila d'Argelers (1344).
El castell de Pujols va ser declarat Monument històric de França el 2 de maig del 1956.

## Arquitectura
Es tracta d'un recinte rectangular, envoltat per tres costats per una rasa i amb el quart protegit, antigament, per una maresma. De forma poc habitual, no tenia torres perimetrals més enllà de la de l'homenatge. En el present en resta tot el mur nord -sense els merlets- i les arrencades dels murs est i oest, ja que aquest mur va ser aprofitat per al mas que s'hi creà.

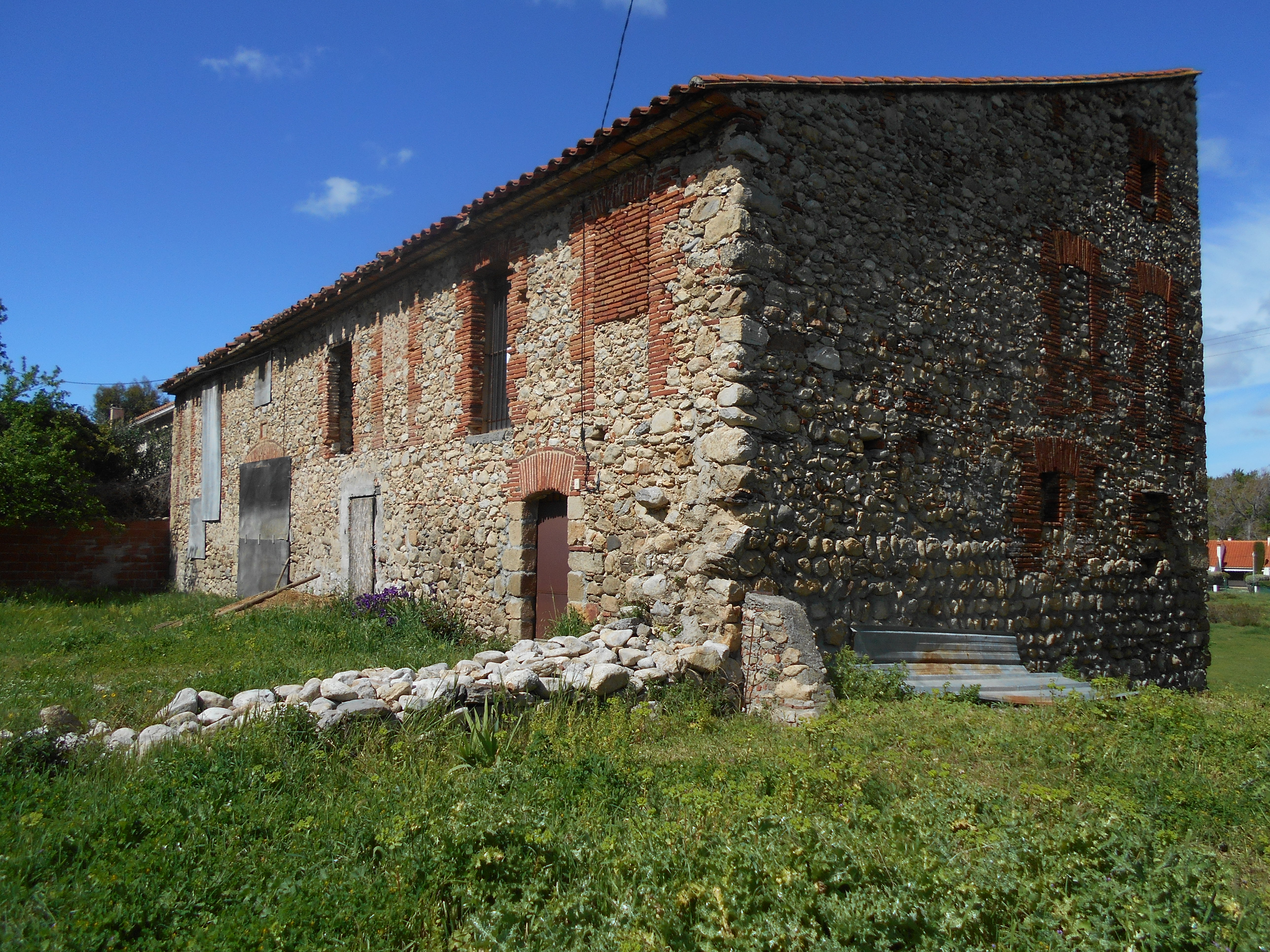
El Mas Pujols, adossat al mur nord del castell; en primer terme, basament de la muralla oriental

Al centre de l'antic recinte s'alça encara la torre de l'homenatge. La planta baixa té una gran sala, amb sostre de volta de canó. Al primer pis hi havia originalment l'entrada, amb el llindar de marbre blanc, a la torre, que es feia per una escala de pedra que comunicava amb una passera intermèdia de fusta que hom podia llevar o destruir en cas d'atac. Al mateix pis hi havia una gran sala amb sostre de fusta, desaparegut en el present, i una altra al pis superior. Dues fornícules en arc de mig punt que s'obrien en els gruixuts murs exteriors s'havien utilitzat com a armaris. A la façana nord, i vora de la cantonada oriental, hi havia hagut una torreta on era l'escala de caragol que permetia accedir a les habitacions del primer i del segon pis i que sembla que hauria servit per comunicar-les via un llenç de muralla amb uns edificis residencials dels quals només queden restes. Una petita escala, a l'interior de la paret nord de la torre, servia per pujar al tercer pis.
En l'actualitat es reconeix tot el traçat de l'antic castell, tot i que de les muralles oriental i meridional només es conserven les primeres filades de la base, mentre que de l'occidental, no en queda res. La part nord del recinte és la que es conserva més sencera, ja que fou aprofitada com a parets de tancament del mas, que prengué el mateix nom que el castell. El que queda més sencer, però, és la Torre de l'Homenatge.

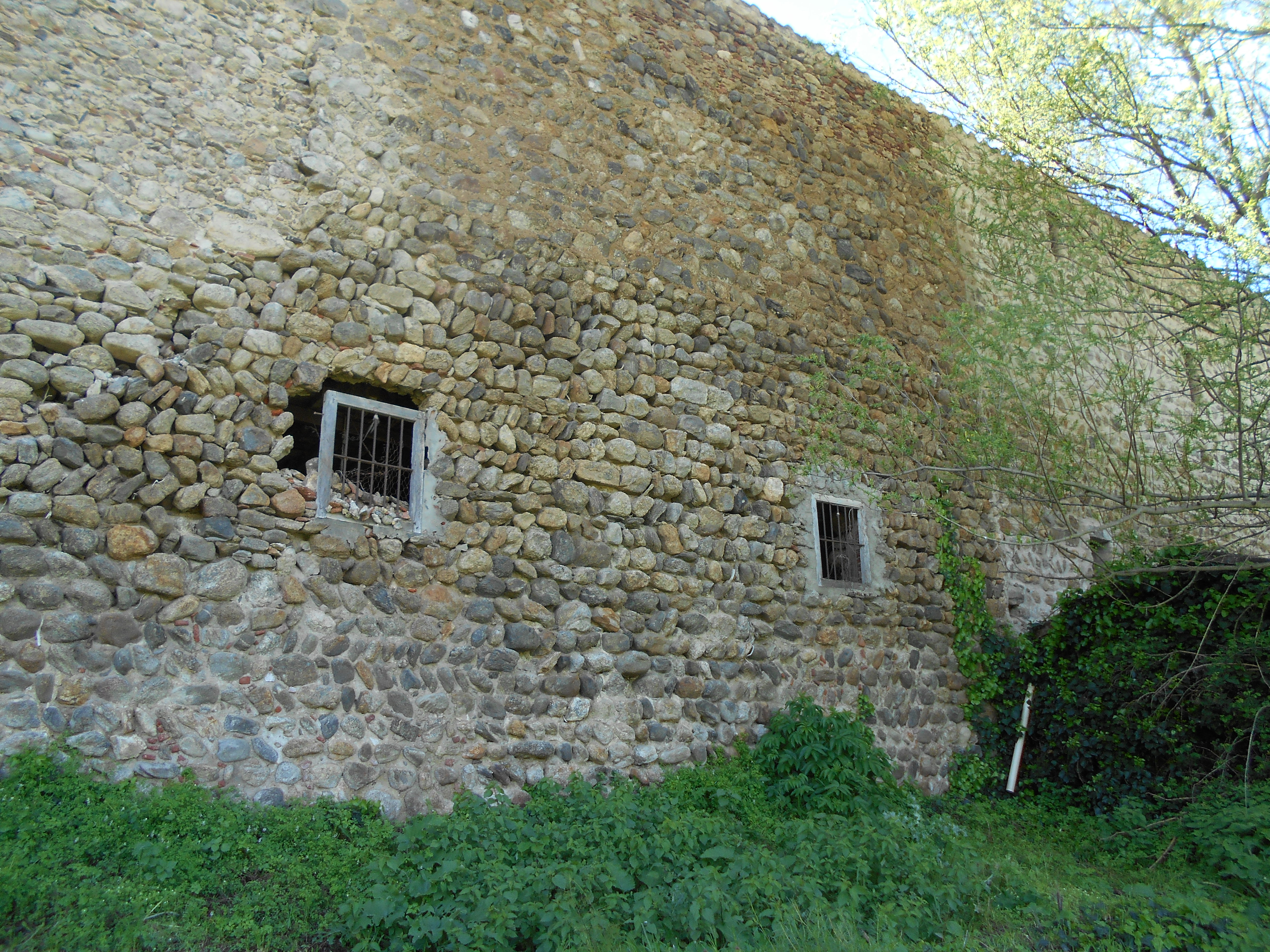
Muralla nord del castell
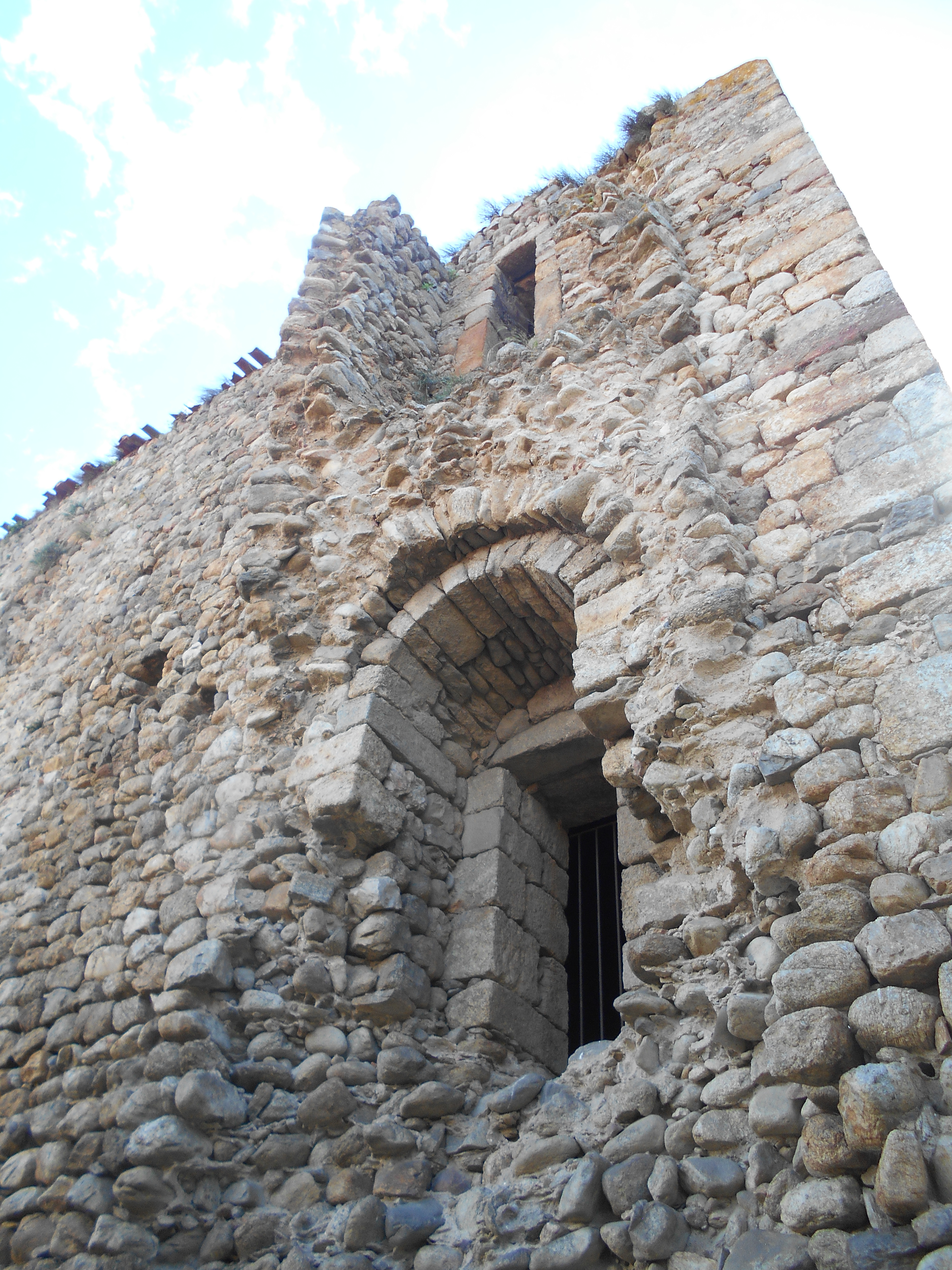
Cara nord, amb la porta de la torre
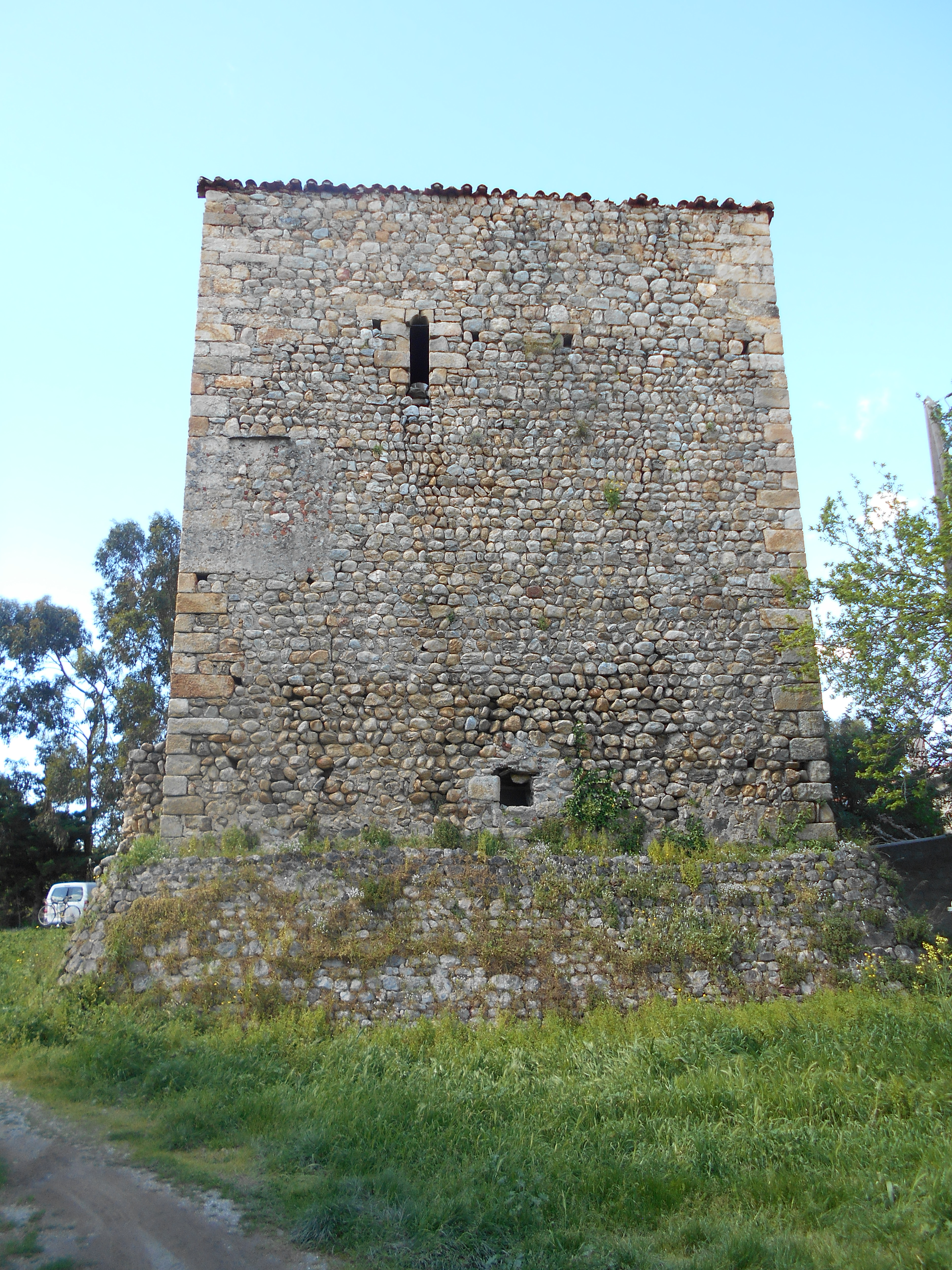
Torre de l'Homenatge, cara est
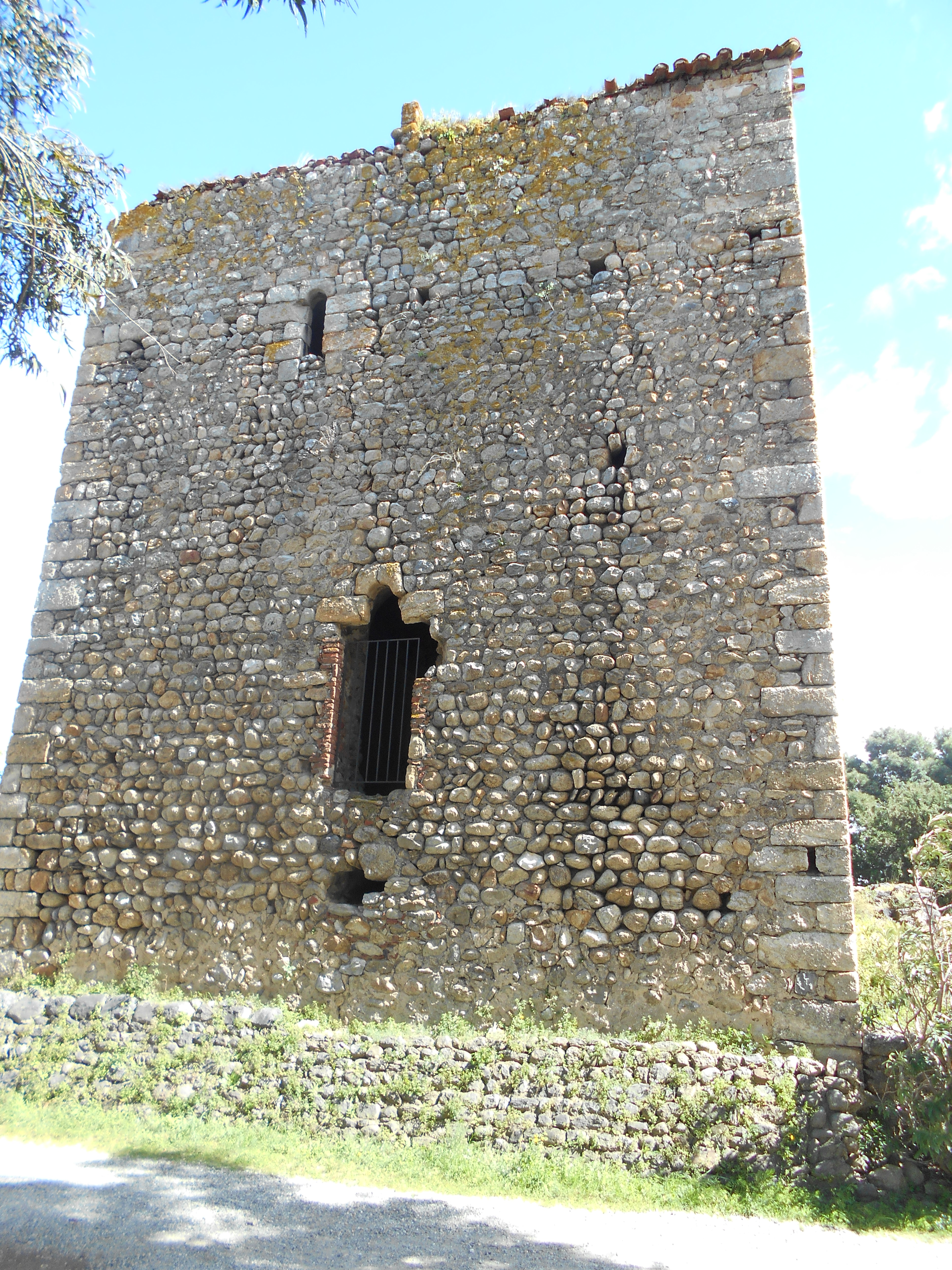
Cara oest, amb la finestra romànica